# Král v Thule
Král v Thule (1774, Der König in Thule) je balada německého básníka Johanna Wolfganga Goetha. Autor ji již roku 1775 zařadil do první verze svého Fausta (tzv. Urfaust), a později se stala součástí prvního dílu dramatu z roku 1808. V obou případech ji Goethe použil pro charakteristiku citového rozpoložení postavy Markétky, která tuto baladu zpívá, doufajíc v lásku a věrnost mezi ní a Faustem.

## Obsah balady
| Německý text Es war ein König in Thule, Gar treu bis an das Grab, Dem sterbend seine Buhle Einen goldnen Becher gab. Es ging ihm nichts darüber, Er leert’ ihn jeden Schmaus; Die Augen gingen ihm über, So oft er trank daraus. Und als er kam zu sterben, Zählt’ er seine Städt’ im Reich, Gönnt’ alles seinen Erben, Den Becher nicht zugleich. Er saß bei’m Königsmahle, Die Ritter um ihn her, Auf hohem Vätersaale, Dort auf dem Schloß am Meer. Dort stand der alte Zecher, Trank letzte Lebensgluth, Und warf den heiligen Becher Hinunter in die Fluth. Er sah ihn stürzen, trinken Und sinken tief ins Meer, Die Augen thäten ihm sinken, Trank nie einen Tropfen mehr. |

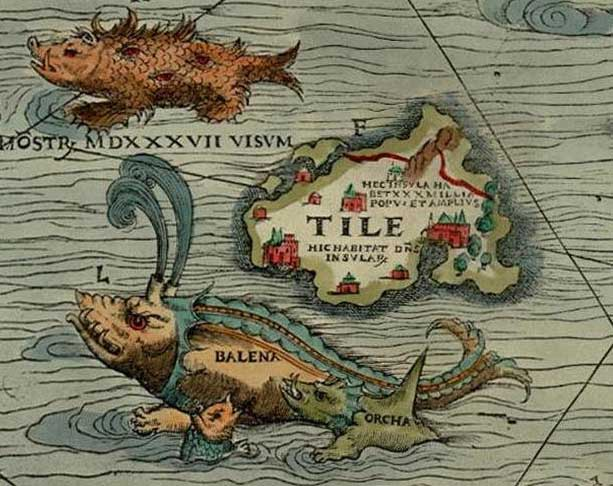
Thule (zde jako Tile) na Cartě Marině, zhotovené Olaem Magnem roku 1539

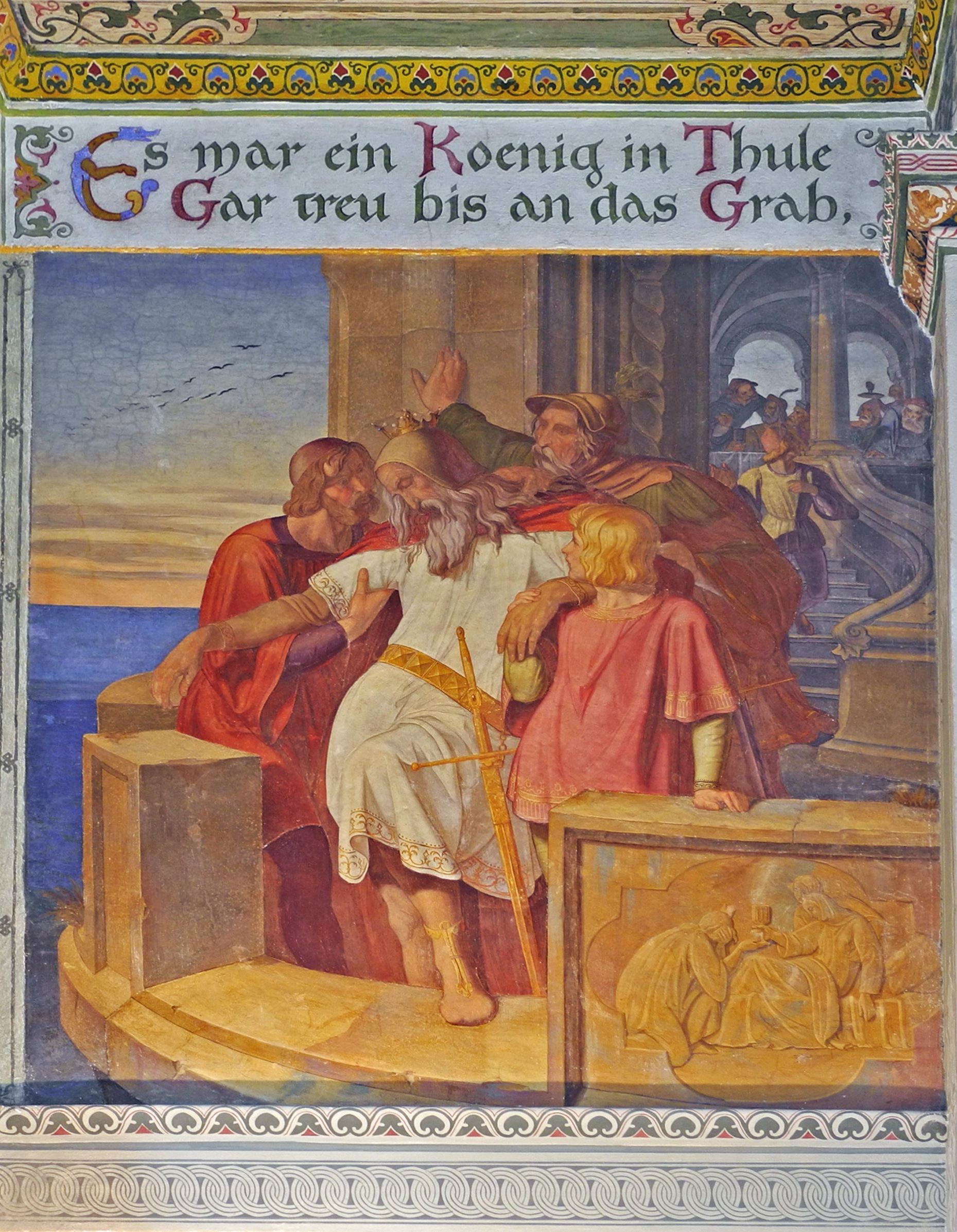
Freska Král v Thule od Carla Gottlieba Peschelze z letohrádku Schöne Höhe (Hezká výšina) v Dürrröhrsdorfu-Dittersbachu

Báseň má šest slok, začíná jako pohádka a připomíná lidovou piseň. Její děj je umístěn na záhadný severský ostrov Thule popsaný původně řeckým cestovatelem Pýtheem z Massilie ve 4. století př. n. l. a později opředený řadou dohadů a pověstí (ostrov byl považován za nejsevernější místo, kam se řečtí mořeplavci ve starověku odvážili, a jeho poloha je nejasná).
Král obdrží od své milenky, když umírala, zlatý pohár jako důkaz lásky, který se tak stává symbolem věrnosti. Není součástí královského pokladu a pije z něj výhradně král při vhodných příležitostech. Když cítí, že i jeho život se chýlí ke konci, svolá své rytíře do rodové síně svého hradu na jakousi „poslední večeři“, přičemž se toto zasedání podobá kulatému stolu krále Artuše a pohár připomíná svatý grál. Svým dědicům rozdá král všechen svůj majetek až na zlatý pohár, ze kterého se ještě napije a pak jej hodí do moře. A jak pohár zmizí ve vlnách, skončí i králův život.

## Ohlasy v hudbě
Díky své popularitě byla balada více než šedesátkrát zhudebněna. Mezi nejznámější skladatele, resp. hudební skupiny, patří:
- 1782 - Karl Siegmund von Seckendorff,
- 1805 - Johann Georg Wilhelm Schneider,
- 1809 - Johann Friedrich Reichardt,
- 1812 - Carl Friedrich Zelter,
- 1816 - Franz Schubert,
- 1823 - Friedrich Silcher,
- 1829 - Hector Berlioz (árie Markétky Autrefois, un roi de Thulé z 3. jednání opery Faustovo prokletí)
- 1843 - Ferenc Liszt,
- 1849 - Robert Schumann,
- 1859 - Charles Gounod (árie Markétky Il était un roi de Thulé z 3. jednání opery Faust a Marlétka),[6]
- 1866 - Jules Massenet (neuvedená opera La Coupe du roi de Thulé),[7]
- 1886 - Alphons Diepenbrock,[8]
- 1931 - Julius Röntgen,[9]
- 2008 - Grailknights.[10]

## České překlady
| Ladislav Quis (1879) Byl král tě v daleké Thule, jsa věrný v hrob až spěl, jenž z mroucí milky vůle zlatou číši obdržel. Tu výše choval všeho, ji prázdnil v každý kvas; i vlhly oči jeho, kdy pil z ní zas a zas. A když měl umírati, v své říši tu města sčet, vše dědicům chtěl přáti, jen číši zadržet. Sed při královském hodu a rytíři kolkolem, to v slavné síni rodu tam v zámku nad mořem. Pil starý piják v výši poslední žití žár a vrh tu svatou číši tam dolů ve vln svár. On zřel ji padat, píti, se krýti v moře říš. Tu oči jaly se tmíti a nepil ni krůpěj již. | Jan Evangelista Nečas (1889) Zachoval jí věrnost svatou, dobrý král v Thule, dostal od ní číši zlatou z poslední vůle. Kdykolivěk hody byly, v ruce ji míval, oči se mu zarosily vždy, jak z ní píval. Když pak přišla chvíle jeho, zřekl se říše, následníku dopřál všeho, jenom ne číše. S rytíři král starý seděl, dávaje hody v strmém hradě, který hleděl v přímořní vody. Vstal a dopil na té výši se slzou v oku, potom hodil vzácnou číši k sinému toku. Letí, nabírá se, klesla, moře ji skrylo. Na zrak jeho tma se snesla, dopito bylo. | Otokar Fischer (1927) Byl jednou jeden král v Thule, ten dostal zlatou číš, dostal ji z rukou své milé, když ležela na smrt již. Z ní píval, když hostinu měli, byla mu nad všechen svět, oči mu přecházely, kdykoli k ústům ji zved. A hodinku smrti když čekal, spočtl, co měst má říš, všechno svým dědicům nechal, a sobě jen jedno, tu číš. V hodovním seděl sále, kde otcové mívali sněm, a rytíři kolem krále tam v zámku nad mořem. Tam nad mořem stál na té výši, pil života naposled, a do moře posvátnou číši piják ten starý vmet. A zřel, jak se hrouží a točí a krouží níž a níž. Zavřely se mu oči a nikdy se nenapil víc. | Jindřich Pokorný (1982) Žil jednou jeden král v Thule, měl číši, měl zlatý skvost od milé z poslední vůle, než odešla na věčnost. A popil z ní při každém kvasu, vždyť neměl jinaký cíl než utopit v očích tu krásu, když ústa k ní přiblížil. Než umřel, města své říše dědicům rozdal ten král, rozdal jim všechno krom číše, jen pohár si ponechal. Nad mořem na výšině stál jeho otcovský hrad, tam do slavnostní síně šel s rytíři stolovat. Žár života dopil snadno, on piják prastarých vín, z posvátné číše až na dno a vrhl jí do hlubin. Tak padala, mizela v moři, král náhle neviděl nic než pohár, jak do vln se noří. Pak nepopil nikdy víc. |